# Canton de Sainte-Sigolène
Le canton de Sainte-Sigolène est une ancienne division administrative française, située dans le département de la Haute-Loire en région Auvergne.

## Composition
Le canton de Sainte-Sigolène groupe 3 communes :
- Saint-Pal-de-Mons : 1 991 habitants
- Sainte-Sigolène : 5 827 habitants
- Les Villettes : 1 125 habitants

## Histoire
Le canton, créé en 1984 (décret du 24 décembre 1984), en divisant le Canton de Monistrol-sur-Loire et le Canton de Saint-Didier-en-Velay, a été supprimé en mars 2015 à la suite du redécoupage des cantons du département :
- Saint-Pal-de-Mons et Sainte-Sigolène sont rattachées au canton des Deux Rivières et Vallées, cette dernière commune devenant alors le bureau centralisateur du nouveau canton ;
- Les Villettes au canton de Monistrol-sur-Loire.

| Période | Période | Identité      | Étiquette       | Qualité                                          |
| ------- | ------- | ------------- | --------------- | ------------------------------------------------ |
| 1985    | 1992    | Jean Salque   | UDF-CDS         | Électricien Maire de Sainte-Sigolène (1965-1989) |
| 1992    | 2008    | Michel Januel | DVD             | Plombier Maire de Sainte-Sigolène (1995-2007)    |
| 2008    | 2015    | Yves Braye    | DVD puis NC-UDI | Médecin Conseiller municipal de Sainte-Sigolène  |

## Démographie
| 1990  | 1999  | 2006  | 2011  | 2012  |
| ----- | ----- | ----- | ----- | ----- |
| 7 370 | 8 031 | 8 842 | 9 282 | 9 374 |